# Descens d'aigües braves
El descens d'aigües braves és una disciplina esportiva aquàtica. Es tracta d'una branca competitiva del piragüisme que consisteix a realitzar, en caiac o en canoa, un tram de divereos quilòmetres de riu natural amb el menor temps possible.
En aquesta disciplina els homes competeixen en caiac o en canoa monoplaça o biplaça (C-1, C-2), les dones tan sols ho fan en caiac.
Hi ha dos tipus de proves, de llarg recorregut i "Ràpid Racing", a les primeres es competeix en distàncies superiors als 3 quilòmetres, mentre que al "Ràpid Racing" La prova es du a terme en un recorregut que oscil·la entre els 600 i els 800 metres. També es realitzen competicions per equips de tres embarcacions que s'anomenen patrulles.
La piragua que s'utilitza sol ser molt ràpida però poc maniobrable.